# Assé-le-Riboul
Assé-le-Riboul là một xã thuộc tỉnh Sarthe trong vùng Pays-de-la-Loire tây bắc nước Pháp. Xã này nằm ở khu vực có độ cao từ 57-138 mét trên mực nước biển.